# DQS
DQS Holding GmbH – zlokalizowana we Frankfurcie nad Menem spółka nadrzędna międzynarodowej grupy DQS-Group. DQS-Group specjalizuje się w dostarczaniu badań, ocen i certyfikacji w zakresie zarządzania systemami i procesami.

## Historia
Założona w 1985 roku we Frankfurcie nad Menem firma DQS była pierwszą w Niemczech zajmującą się certyfikacją i badaniem zgodności ze standardami. Celem powołania DQS przez partnerów biznesowych DGQ (Niemiecka Wspólnota do Badania Jakości) i DIN (Niemiecki Instytut Zachowania Standaryzacji) było promowanie niemieckiej ekonomii. Powstanie DQS ściśle przypadło w czasie publikacji pierwszego szkicu serii norm ISO 9000 poświęconej budowaniu systemów zarządzania jakością.
Po połączeniu się DQS i Division Management Systems Solutions of the American Underwriters Laboratories Inc. (MSS)  w marcu 2008 roku DQS-UL-Group stała się jedną z największych organizacji certyfikujących, świadczących usługi w zakresie badań i certyfikacji na świecie.

## Organizacja korporacyjna
DQS Holding GmbH ma ponad 80 oddziałów w ponad 60 krajach. W ten sposób firma tworzy sieć wspomagającą realizację projektów międzynarodowych. DQS-Group obecnie ma około 20 000 certyfikowanych klientów w różnych branżach z 58 000 certyfikowanymi lokalizacjami w ponad 130 krajach.
W roku 2012 firma zatrudniała około 2800 osób z czego 2500 to grupa audytorów. Wśród największych firm w grupie wyróżnia się: DQS Inc. (Stany Zjednoczone), DQS do Brasil Ltd., DQS Japan, DQS Medical Devices GmbH and DQS GmbH (obie zlokalizowane w Niemczech). Na koniec 2010 roku, Grupa posiadała biura w 60 krajach.

## Działania biznesowe
Firma oferuje przeprowadzenie ogólnych badań, oceny wybranej przez klienta części systemu zarządzania, jak również certyfikację 100 krajowych i międzynarodowo znanych standardów. Wśród najważniejszych wymienia się:
- ISO 9001 (jakość)
- ISO 14001 (środowisko pracy)
- OHSAS 18001, ISO 45001 (bezpieczeństwo i higiena pracy)
- IATF 16949 (przemysł samochodowy)
- ISO/IEC 27001 (ochrona informacji)
- ISO 13485 (urządzenia medyczne)
- IRIS (przemysł kolejowy)
- EN 9100ff (przestrzeń powietrzna)
- International Food Standard (IFS)

Takie zagadnienia, jak systemy zarządzania ryzykiem, zrównoważony rozwój, zarządzanie energią oparte na niemieckiej ustawie o odnawialnej energii, edukacja, systemy prywatności i doskonałość biznesu, stają się obszarami, gdzie certyfikacja i badania nabierają coraz większego znaczenia. Innymi bardzo ważnymi obszarami są służba zdrowia i służby socjalne.

## Podejście
Firma ma specjalne podejście: wykonawcami badań i ocen są audytorzy zewnętrzni. Audytorzy posiadają doświadczenie praktyczne w dziedzinie, którą oceniają. Takie podejście do realizacji audytów, oparte na praktycznym doświadczeniu audytorów, ma za zadanie dostarczenia aktualnej oceny stanu faktycznego audytowanych organizacji.

## Członkostwo
DQS jest założycielem i pełnoprawnym członkiem Międzynarodowego Centrum Badań i Certyfikacji IQNet Association, które zostało założone w 1990 roku. Głównym celem 40 członków stowarzyszenia jest rozpoznawalność certyfikatów wydanych przez firmy członkowskie. Obecny Dyrektor Zarządzający DQS GmbH, Michael Drechsel, sprawuje funkcję prezydenta  stowarzyszenia IQNet.